# إم إل كار
إم إل كار (بالإنجليزية: M. L. Carr) مواليد 9 يناير 1951 في كارولاينا الشمالية، هو لاعب كرة سلة محترف أمريكي سابق أصبح مدرباً بدأ مسيرته الاحترافية في سنة 1973 حيث تم اختياره من قبل فريق سكرامنتو كينغز خلال الدرافت، وحمل الرقم 30. يبلغ طوله 6 قدم 6 بوصة (2.0 م). اعتزل اللعب في 1985.

## روابط خارجية
- إم إل كار على موقع إن بي أي (الإنجليزية)
- إم إل كار على موقع سبورتس رفرنس (الإنجليزية)
- إم إل كار على موقع ريلجم (الإنجليزية)
- إم إل كار على موقع بروبوليرز (الإنجليزية)
- إم إل كار على موقع سبورتس رفرنس (الإنجليزية)
- إم إل كار على موقع قاعة كارولاينا الشمالية للمشاهير الرياضية (الإنجليزية)